# Ефим Гелер
Ефим Петрович Гелер е съветски (украински) и руски шахматист, треньор и автор. Международен майстор от 1951 г. и гросмайстор от следващата. През 50-те и 60-те години на 20 век е сред най-силните 10 шахматисти на света. Шампион на Съветския съюз (1955, 1979). Световен шампион за ветерани (1992).

## Шахматна кариера
Ефим Гелер е роден на 8 март 1925 г. в Одеса. Първоначално се занимава с баскетбол, но започва сериозно да изучава шахмата по време на Втората световна война.
През 1946 г. Гелер участва в Украинското първенство в Киев. Това е първото му състезание по шах и той заема 4-то място на него. През 1950 г. Гелер печели Украинския шампионат. Това е първата от четирите му титли в това състезание. Повтаря успеха си от 1957 – 1959 г., като всичките тези състезания са проведени в Киев.
Успешно участва на първенствата по шахмат на Съветския съюз. На първенството в Москва през 1949 г. прави дебют на финал и заема 3 – 4-то място зад Давид Бронщайн и Василий Смислов. През 1955 г. на 22-рия шампионат на СССР, завършва на 1 – 2-ро място с Василий Смислов 12 т./19 игри. В последвалия плейоф Гелер побеждава и става за първи път шампион на Съветския съюз. На първенството през 1966 – 1967 г. Гелер става вицешампион на СССР само на половин точка след Щейн.
На междузоналния турнир, който се провежда в Сус, (Тунис), Гелер с единствена загуба от Решевски в петия кръг заема 2 – 4-то място след Бент Ларсен. В четвъртфиналния мач на претендентите за световната титла съперник на Гелер е бъдещият световен шампион Борис Спаски, който печели поред три четни партии с белите фигури, като в четвъртата партия Гелер изпуска победа и губи мача с краен резултат е 2½ : 5½. Гелер влиза в треньорския щаб на Спаски заедно с Крогиус и Бондаревски.
В началото на 1969 г. Гелер взима участие в турнира във Вайк ан Зее, Холандия. Още в първия кръг той побеждава един от фаворитите Портиш и като краен резултат разделя първо място с Михаил Ботвиник.
В „мача на века“ между СССР и сборен отбор на останалия свят през 1970 г. в Белград на шеста дъска Гелер побеждава Светозар Глигорич с 2½ : 1½ (+1, =3), а единствената му спечелена партия получава специална награда като най-добра победа на съветския отбор. B края на годината на междузоналния турнир в Палма де Майорка Гелер завършва на второ място с 8 победи, 14 ремита и само 1 загуба от Боби Фишер, който е победител с внушителен аванс от 3½ точки, и се класира за мачовете на претендентите. В началото на 1971 г. заема 2-ро място на мемориала Капабланка (победител е Хорт). В четвъртфиналния мач на претендентите Гелер губи от Виктор Корчной с резултат 2½:5½ (+1, −4, =3) като в три партии просрочва контролното време.

В първата половина на 1973 г. Гелер печели турнира в Будапеща (пред Анатоли Карпов) и разделя първо място в двукръговия турнир в Хилверсум (Холандия) с Ласло Сабо. През юли—август на междузоналния турнир в бразилския град Петрополис побеждава Енрике Мекинг (Бразилия), а Гелер разделя 2— 4-то място с Портиш и Полугаевски. Тъй като за мачовете на претендентите се класират първите трима в турнира, „излишният“ е определен с допълнителен мач-турнир, и това се оказва Гелер, който губи микромачовете от четири партии с двамата съперници.
През 1975 г. Гелер удържа две победи – първо в Тисайд (Англия) на мемориала Александър Конел Хю О'Донел, а след това на мемориала Алехин в Москва. Вторият успех в съревнование с участието на Спаски, Петросян, Тал, Корчной, Хорт и Бърн е наречен един от най-великите триумфи в продължителната кариера на Гелер. В следващата година той побеждава в турнира в Лас Палмас и заема 8 – 10-о място в шампионата по шахмат на СССР, като нанася ефектно поражение на победителя в турнира – световния шампион Анатоли Карпов.
Един от последните крупни успехи на Гелер става победата в първенството на СССР 1979 г. Той заема първо място, изпреварвайки много по-млади съперници – 19-годишния Артур Юсупов, 16-годишния Гари Каспаров и 30-годишния Юрий Балашов. Преди Гелер никой не е ставал шампион на СССР на възраст 54 години и никой не е печелил първенството 24 години след последната си победа. Гелер участва в сборния състав на СССР на олимпиадата през 1980 г., която става за него седма. Отбора му заема първо място, а Гелер – второ на четвърта дъска.
В края на 1980-те години Гелер постига няколко турнирни успеха. Той побеждава в Дортмунд (1989) и разделя първите места в Берн (с Даниел Кампора, 1987) и Ню Йорк (с Григорий Кайданов, 1990).
На първото Световно първенство за ветерани над 60 г. („сеньори“) през 1991 г. Гелер разделя 1 – 2-ро място със Смислов. По допълнителни показатели обаче, остава вицешампион. През 1992 г. на 2-рото Световно първенство за ветерани над 60 г. в Бад Вьорисхофен, Германия, Ефим Гелер става световен шампион. .
Последен турнир за Гелер е Първенството на Русия по шахмат през 1995 година. В играния турнир по „швейцарска система“ 70-годишният гросмайстор набира 5 точки от 11 партии .
Гелер задълбочено разработва Староиндийска защита за черните фигури и я прави популярен дебют на най-високо ниво, макар че Болеславски и Бронщайн са изучавали Староиндийска защита и по-рано. Сред успехите на Гелер с черните в Староиндийска защита е победата в неговата първа партия срещу Ботвиник (мемориал Мароци, 1952) и решаващата партия против Смислов в допълнителния мач за първото място на шампионата на СССР през 1955 година. През 1980 г. Гелер публикува монография за староиндийска защита. Гелер внася голям принос в изучаването на Испанска партия и Сицилианска защита за двата цвята фигури, на неговото име са наречени гамбит Гелер в Славянска защита 1. d4 d5 2. c4 c6 3. Kf3 Kf6 4. Кс3 dc 5. e4 b5 6. e5 и система Гелер в защита Робач 1.e4 g6 2.d4 Cg7 3.Kf3 d6 4.c3.
Гелер е бил разностранен играч: той е умеел построява дълбоки стратегически планове, притежавал висока техника и комбинационно майсторство. Гелер нерядко е играл в „гамбитен“ стил, жертвайки материал срещу инициатива или позиционни изгоди. Той е бил известен и като майстор на анализа на отложени партии. На олимпиадата през 1962 г. при анализ централната партия Ботвиник – Боби Фишер Геллер намира етюдно спасение за белите в изглеждащ като загубен топовен ендшпил, имащо и голямо теоретично значение.
Ефим Гелер има общ положителен резултат 37 победи, 31 загуби и 124 наравно в срещите си с шестимата световни шампиони на своето време – Ботвиник, Смислов, Тал, Петросян, Спаски и Боби Фишер.
Гелер има участие и в треньорската сфера. Под негово ръководство са възпитавани Борис Спаски и Анатоли Карпов.
Почива от усложнения, предизвикани от сърдечна болест и рак във вилното селище Переделкино край Москва на 17 ноември 1998 г.

## Турнирни резултати
- 1948 – Баку (3 – 5 м.)
- 1957 – Ивонич Здруй (1 м.)
- 1959 – Дрезден (1 – 2 м. с Марк Тайманов)
- 1965 – Бевервайк (1 – 2 м. с Лайош Портиш)
- 1966 – Кисловодск (1 м.)
- 1967 – Гьотеборг (1 м.)
- 1968 – Кисловодск (1 м.)
- 1969 – Вайк ан Зее (1 – 2 м. с Михаил Ботвиник, пред Паул Керес)
- 1871 – Хавана (1 – 2 м. с Властимил Хорт)
- 1973 – Хилверсум (1 – 2 м. с Ласло Сабо); Будапеща (1 м. пред Анатоли Карпов)
- 1975 – Тийсайд (1 м.); Москва (1 м. пред Борис Спаски, Виктор Корчной и Тигран Петросян)
- 1976 – Лас Палмас (1 м.)
- 1977 – Вайк ан Зее (1 – 2 м. с Генади Сосонко)
- 1978 – Богота (1 м.)
- 1987 – Берн (1 – 2 м. с Даниел Кампора)

## Участия на шахматни олимпиади
Гелер общо участва на седем шахматни олимпиади. Изиграва общо 76 партии (46+ 23= 7–) и постига средна успеваемост от 75,7 процента. Завоюва 13 медала, шест от които са индивидуални – сребро (1952, 1968 и 1980) и злато (1954, 1956 и 1962). На този шахматен форум изиграва партии срещу следните български шахматисти: Здравко Милев (1956, реми в груповата фаза и загуба във финалната) и Иван Радулов (1970, реми).
| Година | Организатор | Отбор | Класиране (отборно) | Дъска         |
| 1952   | Хелзинки    | СССР  | 1                   | Четвърта      |
| 1954   | Амстердам   | СССР  | 1                   | Първа резерва |
| 1956   | Москва      | СССР  | 1                   | Втора резерва |
| 1962   | Варна       | СССР  | 1                   | Първа резерва |
| 1968   | Лугано      | СССР  | 1                   | Четвърта      |
| 1970   | Зиген       | СССР  | 1                   | Втора резерва |
| 1980   | Валета      | СССР  | 1                   | Четвърта      |

## Участия на европейски отборни първенства
Участва общо шест пъти на европейски отборни първенства. Изиграва 37 партии (17+ 19= 1–) и постига успеваемост от 71,6 процента. Печели 10 златни медала, четири от които са индивидуални на дъска и са завоювани на първите му четири участия на първенствата. Изиграва партии срещу българите Любен Попов (1970, победа) и Нино Киров (1977 и 1980, победи).
| Година | Организатор | Отбор | Класиране (отборно) | Дъска         |
| 1961   | Оберхаузен  | СССР  | 1                   | Седма         |
| 1970   | Капфенберг  | СССР  | 1                   | Четвърта      |
| 1973   | Бат         | СССР  | 1                   | Седма         |
| 1977   | Москва      | СССР  | 1                   | Шеста         |
| 1980   | Скара       | СССР  | 1                   | Пета          |
| 1983   | Пловдив     | СССР  | 1                   | Втора резерва |

## Книги
- За шахматной доской. – Одесса.: „Одесское книжное издательство“, – 1962 г., – 127 стр.: ил. – 15000 экз.
- Староиндийская защита / Е. П. Геллер. – М.: Физкультура и спорт, 1980. – 255 с.: ил. 20 см. – (Теория дебютов).— Библиогр.: с.254 (10 назв.).— Указ. партий: с.254.
- Новоиндийская защита. – М.: Физкультура и спорт, 1981. – 240 с.; 20 см. – (Теория дебютов). Библиогр.: с. 240 (9 назв.). – Указ. партий: с. 240. – 100000 экз.
- Победа в Мерано: Матч на первенство мира по шахматам, окт.-нояб. 1981 г. / [Коммент. партий А. Карпова]. – М.: Воениздат, 1982. – 80 с.
- Как побеждать чемпионов: уроки высок. стратегии / Ефим Геллер. – М.: РИПОЛ классик, 2005 (Н.Новгород: ГИПП Нижполиграф). – 156 с.: ил.; 22 см. – (Искусство шахмат). 3000 экз. – ISBN 5-7905-4032-5. (издана посмертно)